# Dudley (Missouri)
Dudley is een plaats (city) in de Amerikaanse staat Missouri, en valt bestuurlijk gezien onder Stoddard County.

## Demografie
Bij de volkstelling in 2000 werd het aantal inwoners vastgesteld op 289.
In 2006 is het aantal inwoners door het United States Census Bureau geschat op 292, een stijging van 3 (1,0%).

## Geografie
Volgens het United States Census Bureau beslaat de plaats een oppervlakte van
1,0 km², geheel bestaande uit land. Dudley ligt op ongeveer 108 m boven zeeniveau.

## Plaatsen in de nabije omgeving
De onderstaande figuur toont nabijgelegen plaatsen in een straal van 20 km rond Dudley.